# 老人恐怖症
老人恐怖症（ろうじんきょうふしょう）は自身が老いることへの恐怖、または高齢者に対する恐怖や憎悪のこと。専門用語gerontophobiaは、ギリシャ神話の老人を表すgerōnと恐怖を表すphobosを語源とする。